# Rio di Sant'Anna
Le rio di Sant'Anna (en vénitien rio de Sant'Ana; canal de Sainte-Anne) est un canal de Venise dans le sestiere de Castello.

## Description

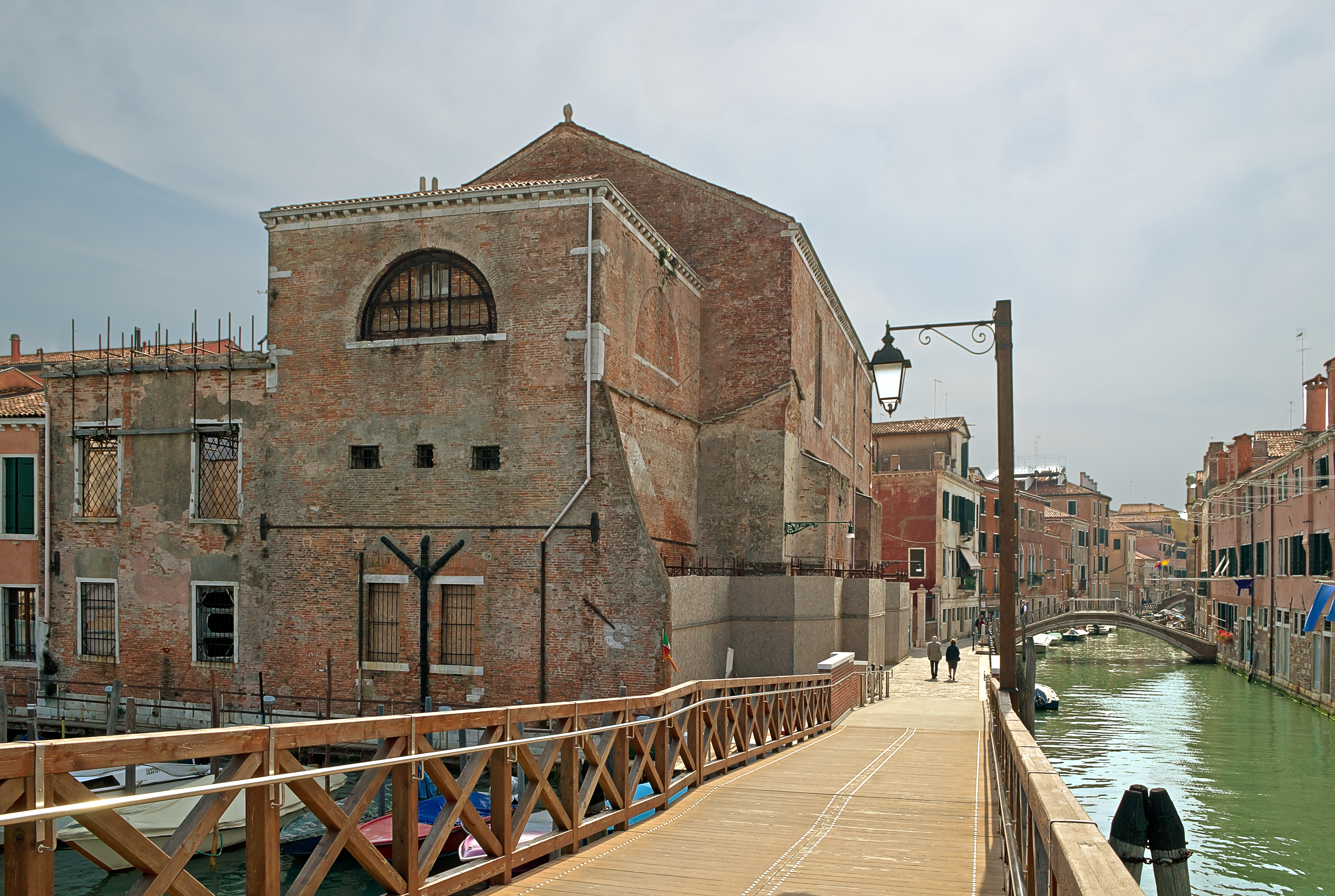
Église et Rio di S. Ana

Le rio de Sant'Anna a une longueur de 216 mètres. Il prolonge la Via Garibaldi vers l'est au canal de San Piero.

### Via Garibaldi

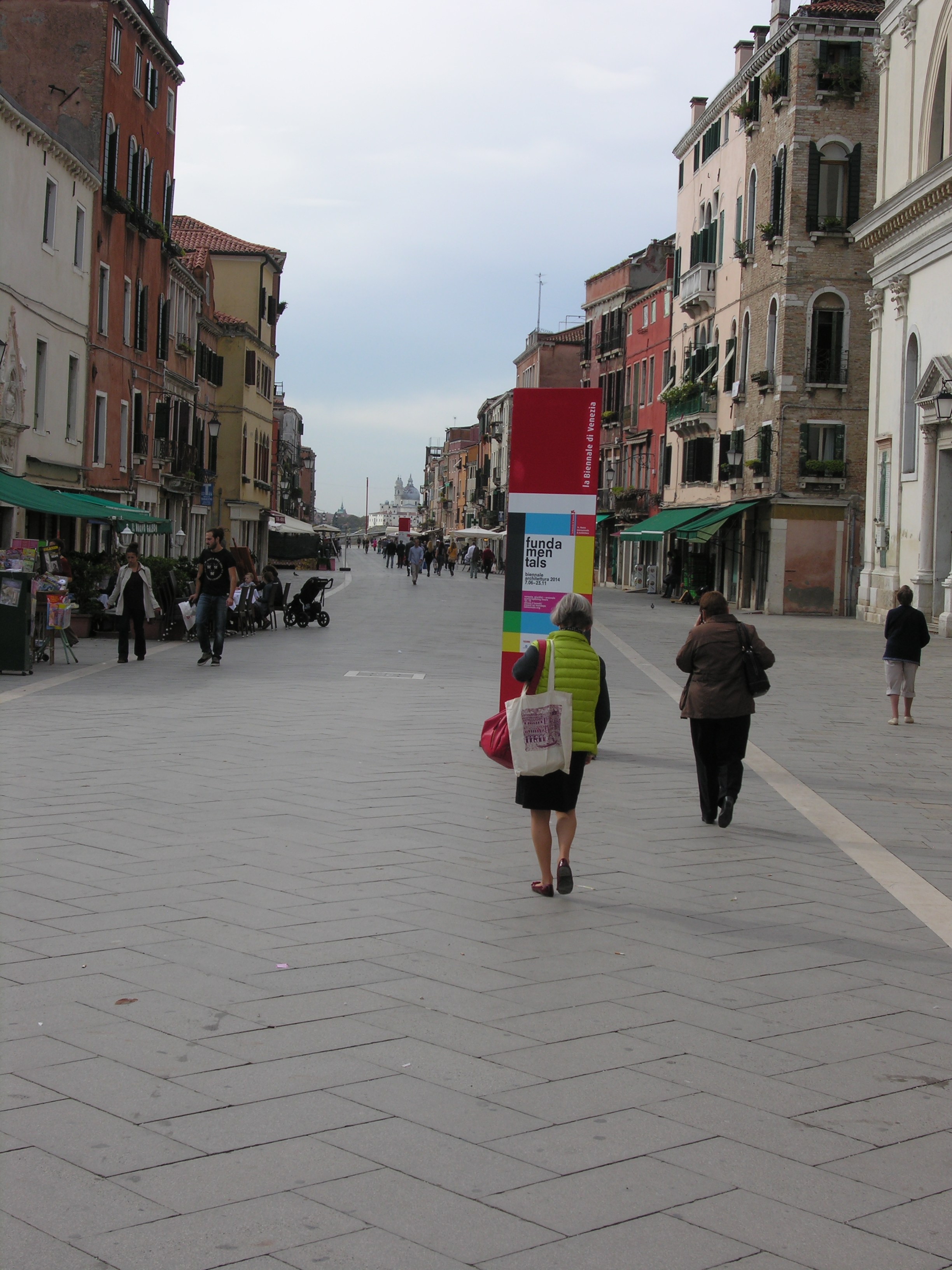
Via Garibaldi

La via Garibaldi ou rio terà Garibaldi fut construit en 1807 dans le prolongement du rio di Sant'Anna sur une longueur de près de 400 mètres sur la base du rio de Castello (ou de San Domenico) enfoui et qui mène au Bacino di San Marco. À sa création, elle fut appelée via Eugenia.

Le rio de Castello était longé par deux quais et avait trois ponts qui le traversaient : le Ponte de Cao de Rio ou del Tintor près du bacino di San Marco, un pont en bois à la corte Nova et le ponte de San Francesco de Paola ou de San Domenego à hauteur de l'église San Francesco di Paola de Venise.

## Toponymie
Ce canal est nommé d'après l'église Sant'Anna. Avant 1807, il reliait le Ponte de la Veneta Marina sur la Riva San Biasio, mais il fut enterré et cette partie constitue aujourd'hui la Via Garibaldi.

## Situation
Ce rio longe :
- le Fondamenta Sant'Ana, prolongé par le Ponte de Quintavalle, sur son flanc sud ;
- le Fondamenta San Gioachin et ponte Novo (rio della Tana) sur son flanc nord ;
- l'ancien hôpital des SS.Pierre et Paul
- le rio de San Daniel au nord ;
- l'église Sant'Anna à l'extrémité est.

### Ancien hôpital SS. Pierre et Paul

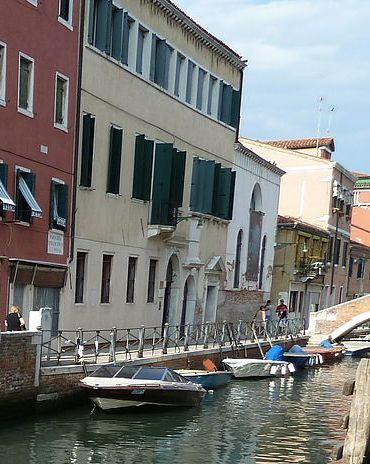
Façade du bâtiment, dénaturée par l'ajout d'un second étage. Trois accès au rez-de-chaussée : à gauche pour le couvent des pizòcare, au milieu pour l'hôpital et à droite pour l'oratoire de San Gioachin.

La fondation de cette importante structure sanitaire, situé le long du fondamenta S.Giochin, remonte à 1181. Destiné à offrir assistance aux blessés, on l'appela ospeal dei feriti. Il offrit aussi asile (et quarantaine) aux nombreux pèlerins en route pour la terre sainte. L'assistance médicale fut ensuite étendue aux malades et aux pauvres. 
D'abord géré par une confrérie laïque sous la responsabilité d'un gastaldi, il fut ensuite placé sous un prieur.
Le prieur Marco Bonardo, élu en 1328, agrandit le siège et obtint que l'hôpital fût placé sous la protection du doge en 1348. Dès lors, le prieur fut secondé de cinq procurateurs. En 1350, l'hôpital s'agrandit considérablement, grâce à la donation de Francesco d'Avanzo, qui légua l' Ospedaeto Avanzo contigu.
En 1368, l'institution était considérée ospeal mazor, étant le plus grand parmi ceux de Venise, ayant une capacité d'accueil de cent entre malades et pèlerins et jouissant d'un grand prestige scientifique vu le haut professionnalisme des médecins.
En 1418, une Elena Marchi légua une maisonnette (caxetta), à laquelle succéda la fondation d'un Ospissio de pizòcare, Tiers-Ordre de l'ordre franciscain qui pourvurent à assister les pensionnaires. Par la suite un petit Oratoire fut construit, dédié à San Gioachin. L'hôpital jouissait d'un vaste patrimoine immobilier duquel il tirait une rente qui constituait une partie importante des ressources de fonctionnement. Un relief en pierre d'Istria représentant le symbole de l'hôpital, une épée verticale qui croise deux clés horizontales, se trouve encore aujourd'hui sur le mur d'un vieux tezon d'un squero dans l'île de Saint Pietro. En 1724, l'hôpital jouissait d'une rente d'environ 3 000 ducats par an.
En 1750, le bâtiment subit une vaste restauration. À la chute de la République en 1797, les décrets napoléoniens de 1807 firent fermer l'hôpital. Les malades furent transférés à l'hôpital des Incurabili au Zattere. Tout le patrimoine immobilier fut vendu par le Domaine (Demanio) aux privés. Les pizzòcare furent regroupées en un stabile en face de l'Église San Francesco della Vigna.

## Ponts
Ce rio est traversé par divers ponts, d'est en ouest : 
- Ponte Sant'Anna reliant le collegio éponyme à la calle Crosera
- Ponte San Gioachino reliant calle et fondamenta éponymes au Fondamenta Sant'Anna

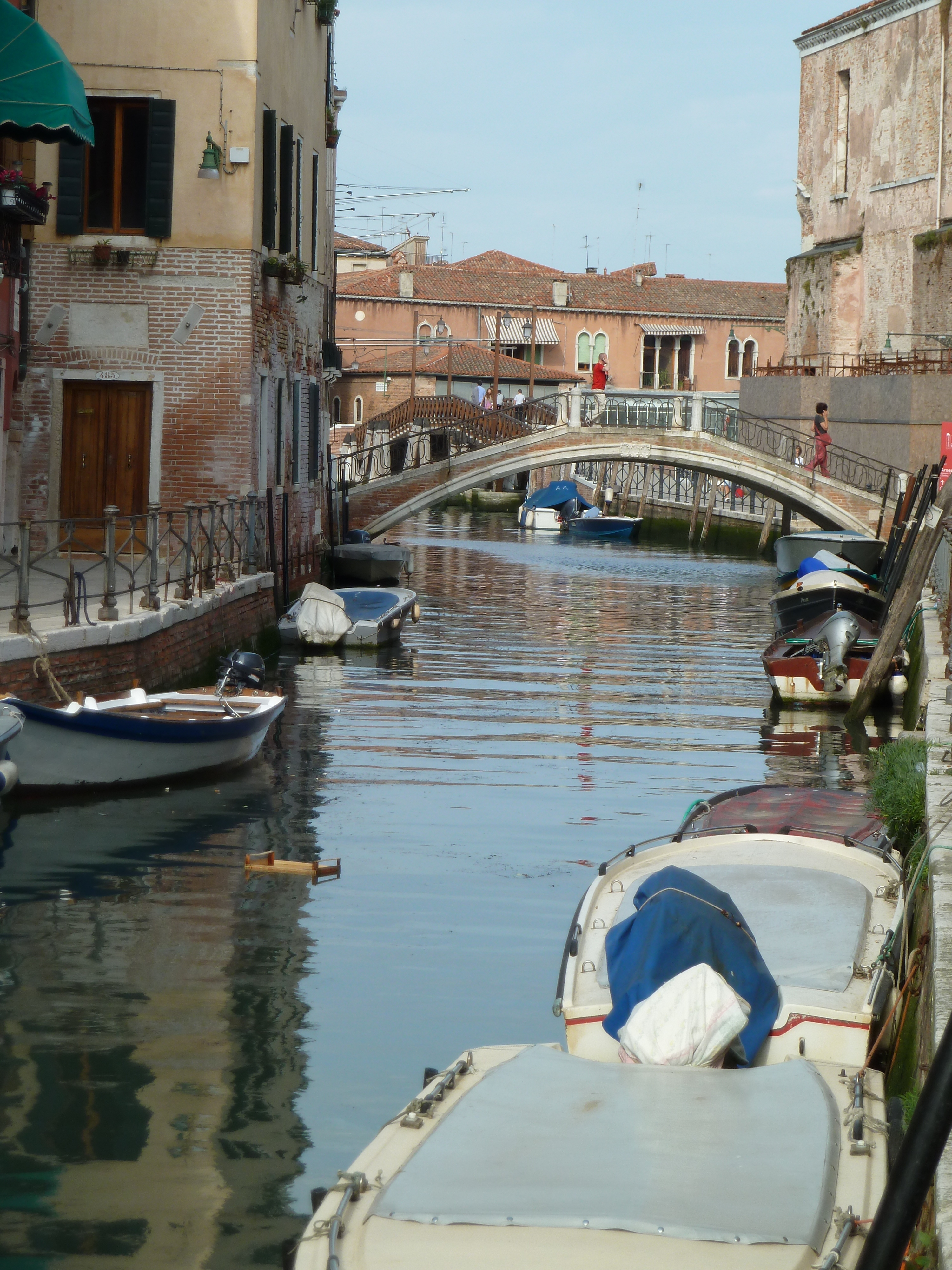
Ponte Sant'Anna
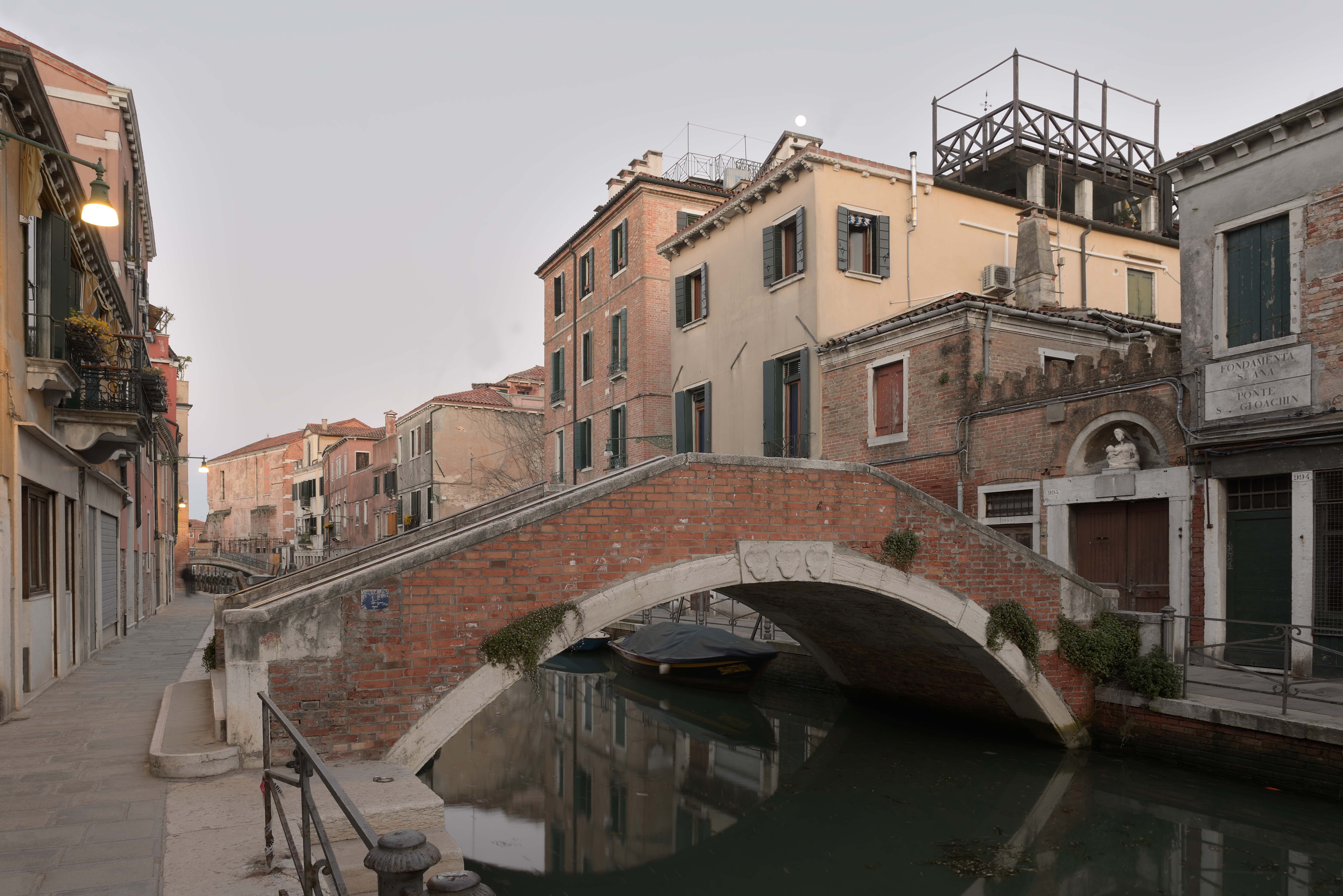
Ponte San Gioachino